# 李光祚
李光祚，北宋初年党项族将领。
开始是李继捧牙将。宋太宗淳化五年（994年），被宋将李继隆攻讨，跟随李继捧坚壁清野，奉命相告李继迁。李继迁想要吞并李继捧，于是将其绑缚。李光祚于是跟随李继迁，任指挥之职。七月，李继迁派他与张浦去绥州，向宋朝请求纳款。至道三年（997年）十二月，因李继迁与北宋交战不胜，再次奉命出使宋朝东京开封府修贡。求备藩任，请恢复夏州定难军节度使之职，赐姓名。